# Časnýř
Časnýř är ett vattendrag i Tjeckien.   Det ligger i regionen Södra Mähren, i den östra delen av landet, 190 km sydost om huvudstaden Prag.